# لينا ماريانا
لينا ماريانا موكتي (من مواليد 22 ديسمبر 1962) هي سياسية ودبلوماسية إندونيسية، وعضوة في مجلس تمثيل الشعب كما تولت منصب سفيرة إندونيسيا لدى الكويت منذ عام 2021.

## الحياة المبكرة والتعليم
ولدت لينا ماريانا موكتي في 22 ديسمبر 1962 في جاكرتا، وهي الابنة الثانية من بين عشرة أشقاء. أكملت دراستها الجامعية في جامعة شريف هداية الله الإسلامية، حيث حصلت على شهادة في الدراسات الإسلامية.

## المسيرة السياسية والمهنية

### في البرلمان
بدأت لينا حياتها السياسية كعضوة في مجلس تمثيل الشعب عام 1997، حيث انتُخبت لعضوية المجلس في عام 2004 بعد الانتخابات التشريعية الإندونيسية 2004. كما ترشحت مجددًا في الانتخابات التشريعية الإندونيسية 2014 كمرشحة عن حزب الاتحاد والتنمية.

### سفيرة لدى الكويت
في 25 أكتوبر 2021، عيّن الرئيس جوكو ويدودو لينا ماريانا موكتي سفيرة لإندونيسيا لدى الكويت. خلال فترة عملها، عملت على تعزيز العلاقات الاقتصادية والثقافية بين البلدين، حيث أكدت على أهمية التبادل التجاري بين البلدين حين قالت «الكويت شريك تجاري استراتيجي مهم لإندونيسيا، وبالتالي نواصل العمل على زيادة حجم تجارتنا مع الكويت، إذ إنه في عام 2023 بلغ حجم التجارة بين البلدين 488.1 مليون دولار، وفي شهر يوليو 2024، بلغ حجم التجارة 304.4 ملايين دولار بزيادة 4.83% مقارنة بنفس الفترة من عام 2023» كما أولت اهتمامًا خاصًا بأوضاع العمالة الإندونيسية في الكويت.